# Совет стражей конституции
Совет стражей конституции (перс. شورای نگهبان قانون اساسی‎) — специальный надпарламентский орган власти в Иране, примерно аналогичный по функциям конституционному суду. Совет стражей состоит из 12 членов, 6 из которых (представители исламского духовенства) назначаются высшим руководителем, а другие 6 (юристы) — меджлисом.
Основная функция совета стражей — проверка законопроектов, законов и чиновников на соответствие конституции. Совет утверждает кандидатов на ключевые посты в стране, в том числе президента, депутатов меджлиса, членов совета экспертов и министров правительства. Совет имеет право отправить любой законопроект на доработку в меджлис или наложить вето на любое его решение, а также вносить поправки в конституцию.
С 1988 года Совет возглавляет аятолла Ахмад Джаннати.